# Phelister puncticollis
Phelister puncticollis är en skalbaggsart som beskrevs av Hinton 1935. Phelister puncticollis ingår i släktet Phelister och familjen stumpbaggar. Inga underarter finns listade i Catalogue of Life.